# Ernst Deuerlein
Ernst Deuerlein (* 9. September 1918 in Rückersdorf (Mittelfranken); † 26. November 1971 in München) war ein deutscher Beamter und Historiker.

## Leben
Ernst Deuerlein wurde als Sohn des Werkzeugschleifers Konrad Deuerlein und dessen Frau Emma, geb. Kraus, in Rückersdorf (Landkreis Lauf an der Pegnitz) geboren. Er besuchte die Volksschule in Reichenschwand, Neuhaus an der Pegnitz und Nürnberg. Nach dem Abitur am Melanchthon-Gymnasium Nürnberg im März 1939 studierte Deuerlein Geschichte, Germanistik und Philosophie an der Universität Wien und seit dem Herbst 1939 an der Universität Erlangen. Im Dezember 1939 wurde Deuerlein zur Wehrmacht einberufen und im Oktober 1942 zum Leutnant der Reserve (Infanterie) befördert. Zwei Monate später verlor er nach einer schweren Verwundung durch Oberschenkelamputation das linke Bein. Als Lazarettpatient besuchte er 1943 als Gasthörer Vorlesungen der Hindenburghochschule Nürnberg und setzte im Winter 1943 das Studium in Erlangen fort. Nach Entlassung aus amerikanischer Kriegsgefangenschaft im Mai 1945 und sozialer Tätigkeit beim Bayerischen Roten Kreuz besuchte er seit dem Sommersemester 1946 die Ludwig-Maximilians-Universität München, wo er im Mai 1947 mit einer von Götz Freiherr von Pölnitz angeregten und von Walter Goetz betreuten Arbeit über den katholischen Klerus in der ersten Deutschen Nationalversammlung 1848/49 promoviert wurde (Zweitgutachter war Max Spindler). 
Im selben Jahr trat er in das Bayerische Landesjugendamt ein und wechselte 1949 in die Bayerische Staatskanzlei. Dort wurde er als Mitarbeiter im Presseamt und wichtigster Redenschreiber des Ministerpräsidenten Hans Ehard. Von 1959 bis 1961 war er Herausgeber der Dokumente zur Deutschlandpolitik.
1961 wurde Deuerlein zum Professor für Geschichtswissenschaft an die Philosophisch-Theologischen Hochschule Dillingen berufen. Von 1966 bis 1969 wirkte er an der Universität Erlangen und schließlich ab 1970 bis zu seinem Tod an der Universität München. Deuerlein befasste sich hauptsächlich mit der jüngeren deutschen Geschichte und der bayerischen Landesgeschichte.

## Schriften (Auswahl)
- Der katholische Klerus in der ersten Deutschen Nationalversammlung 1848/49. (München, Univ., Diss., 1947).
- Kleine Geschichte Bayerns. Egge, Nürnberg 1949.
- Der Bundesratsausschuß für die auswärtigen Angelegenheiten 1870–1918. Dargestellt vornehmlich auf Grund bisher unveröffentlichter Akten des Bayerischen Geheimen Staatsarchivs/München, der Bayerischen Staatskanzlei/München, des Württembergischen Hauptstaatsarchivs/Stuttgart und des Badischen Generallandesarchivs/Karlsruhe. Habbel, Regensburg 1955.
- Das Reichskonkordat. Beiträge zu Vorgeschichte, Abschluß und Vollzug des Konkordates zwischen dem Heiligen Stuhl und dem Deutschen Reich vom 20. Juli 1933. Patmos, Düsseldorf 1956.
- CDU/CSU 1945–1955. Beiträge zur Zeitgeschichte. Bachem, Köln 1957.
- als Herausgeber: Der Hitler-Putsch. Bayerische Dokumente zum 8./9. November 1923. DVA, Stuttgart 1962.
- Der deutsche Katholizismus 1933. Fromm, Osnabrück 1963.
- als Herausgeber: Der Reichstag. Aufsätze, Protokolle und Darstellungen zur Geschichte der parlamentarischen Vertretung des deutschen Vokes 1871–1933. Athenäum Verlag, Frankfurt/M. 1963.
- Deutschland nach dem Zweiten Weltkrieg 1945–1955. Athenaion, Konstanz 1964.
- als Herausgeber: Der Aufstieg der NSDAP in Augenzeugenberichten. Karl Rauch Verlag, Düsseldorf 1968.
  - als dtv-Taschenbuch: München 1974, ISBN 3-423-01040-1.
- Deutsche Kanzler von Bismarck bis Hitler. List, München 1968.
- Hitler. Eine politische Biographie. List, München 1969.
- Deklamation oder Ersatzfrieden. Die Konferenz von Potsdam 1945. Kohlhammer, Stuttgart 1970.
- Gesellschaft im Maschinenzeitalter. Bilder aus der deutschen Sozialgeschichte. Rowohlt, Reinbek 1970, ISBN 3-499-60015-3.
- Potsdam 1945. Ende und Anfang, Verlag Wissenschaft und Politik. Köln 1970.
- als Herausgeber zusammen mit Theodor Schieder: Reichsgründung 1870/71. Tatsachen – Kontroversen – Interpretationen. Seewald Verlag, Stuttgart 1970.
- Föderalismus. Die historischen und philosophischen Grundlagen des föderativen Prinzips. List, München 1972, ISBN 978-3-471-66535-0.
- Deutschland 1963–1970. Verlag für Literatur und Zeitgeschehen, Hannover 1972.
- Geschichte Bayerns. Ploetz, Würzburg 1975, ISBN 978-3-87640-053-2.
- als Herausgeber: Die Gründung des Deutschen Reiches 1870/71 in Augenzeugenberichten. dtv, München 1977.